# Aleksandr Orekhov

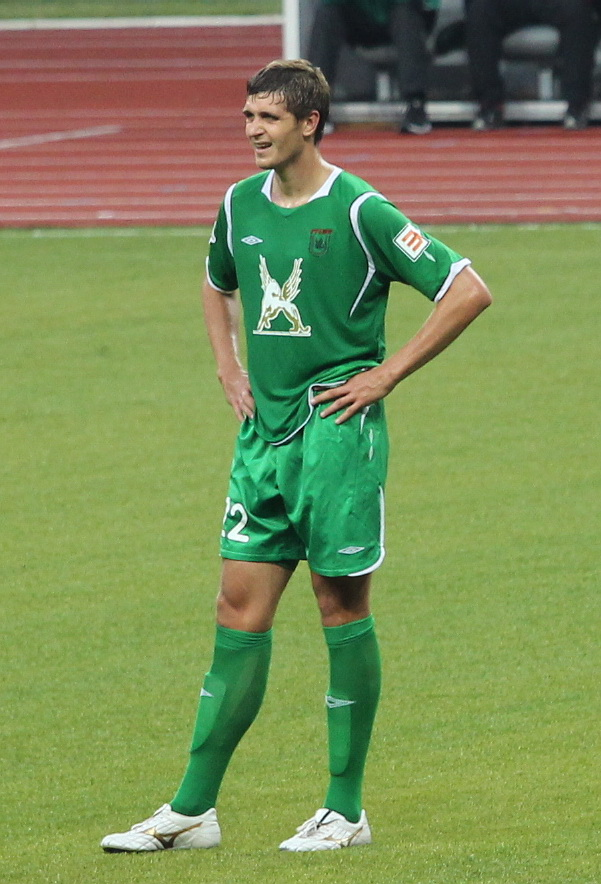
Alexandr Orekhov

Aleksandr Orekhov (Kropotkin, 29 de novembro de 1983) é um futebolista profissional russo, zagueiro, milita no Rubin Kazan.